# Lannecaube
Lannecaube ist eine französische Gemeinde mit 144 Einwohnern (Stand 1. Januar 2022) im Département Pyrénées-Atlantiques in der Region Nouvelle-Aquitaine (vor 2016: Aquitanien). Die Gemeinde gehört zum Arrondissement Pau und zum Kanton Terres des Luys et Coteaux du Vic-Bilh (bis 2015: Kanton Lembeye).
Der Name in der gascognischen Sprache lautet Lanacauva. Die Bewohner werden Lannecaubois oder Lannecauboises genannt.

## Geographie
Lannecaube liegt ca. 35 km nördlich von Pau in der Region Vic-Bilh in der historischen Provinz Béarn.
Umgeben wird Lannecaube von den Nachbargemeinden:
|                     | Taron-Sadirac-Viellenave Burosse-Mendousse  |            |
| Mouhous Sévignacq   | Kompassrose, die auf Nachbargemeinden zeigt | Lalongue   |
| Coslédaà-Lube-Boast | Lussagnet-Lusson                            | Simacourbe |

Ein Nebenfluss des Lées, der gleichnamige Lées, hier auch Le Grand Lées genannt, strömt mit seinen Zuflüssen Ruisseau de Couilhet, Ruisseau de Castéra und Petit Lées durch das Gebiet der Gemeinde.

## Geschichte
Die geografische Lage auf einem Hügel oberhalb des Tals des Grand Lées förderte eine frühe Besiedelung und eine ansehnliche Entwicklung im Laufe des Mittelalters. Lannecaube hat sich seit dem 11. Jahrhundert aus einem weiträumigen Lager auf einer Motte herausgebildet, auf dem das erste Wohnhaus der Grundherren entstand. Die Motte mit einer Höhe von acht bis zehn Metern war umsäumt von einem breiten Graben, einer Böschung im Osten und einer Erdaufschüttung im Norden. Unweit von der Motte wurde im 14. Jahrhundert ein heute nicht mehr vorhandenes Schloss errichtet, Adelssitz der Familie Ostabent im 16. Jahrhundert. In der Volkszählung des Béarn im Jahre 1385 wurden in Lannecaube 29 Haushalte gezählt und die Zugehörigkeit des Dorfes zur Bailliage des Erzpriestertums von Lembeye festgehalten. Sowohl Lannecaube als auch der heutige Ortsteil Meillac besaßen ein Laienkloster, abhängig von der Vicomté von Béarn. In der Folge etablierte sich ein Baronat in Lannecaube, abhängig von der Vicomté von Béarn, das auch die Gemeinden Lube, Meillac und Mouhous umfasste. Zu Beginn des 19. Jahrhunderts wurde die ehemalige Gemeinde Meillac in die Gemeinde Lannecaube eingegliedert, ein Vorgang, um dem sich auch die Nachbargemeinde Lalongue bemüht hatte.
Toponyme und Erwähnungen von Lannecaube waren:
- Lanecalba (1104, Kopialbuch des Bistums Lescar),
- Lane-Caube (1385, Volkszählung des Béarn),
- Lanecauba und Lana-Cauba (1538 bzw. 1540, Manuskriptsammlung des 16. bis 18. Jahrhunderts),
- Lanecoube (1750, Karte von Cassini),
- Lanecaube (1793, Notice Communale),
- Lannecaube (1801, Bulletin des lois) und
- Lannecaube-Meillac (1863, nach der Eingliederung von Meillac vor 1806, Dictionnaire topographique du département des Basses-Pyrénées).[5][6][7]

Toponyme und Erwähnungen von Meillac waren:
- Melhac (1402, Volkszählung des Béarn),
- Meillacq (1750, Karte von Cassini),
- Meillacq (1793, Notice Communale) und
- Meillac (1801, Bulletin des lois).[5][6][8]

### Einwohnerentwicklung
Nach einem Höchststand der Einwohnerzahl von fast 500 in der ersten Hälfte des 19. Jahrhunderts reduzierte sich die Zahl bei kurzen Erholungsphasen bis zu den 1980er Jahren um insgesamt rund zwei Drittel. Seitdem hält die Gemeinde dieses Niveau von rund 160 Einwohnern.
| Jahr      | 1962 | 1968 | 1975 | 1982 | 1990 | 1999 | 2006 | 2009 | 2022 |
| --------- | ---- | ---- | ---- | ---- | ---- | ---- | ---- | ---- | ---- |
| Einwohner | 189  | 182  | 187  | 162  | 170  | 149  | 167  | 165  | 144  |

## Sehenswürdigkeiten

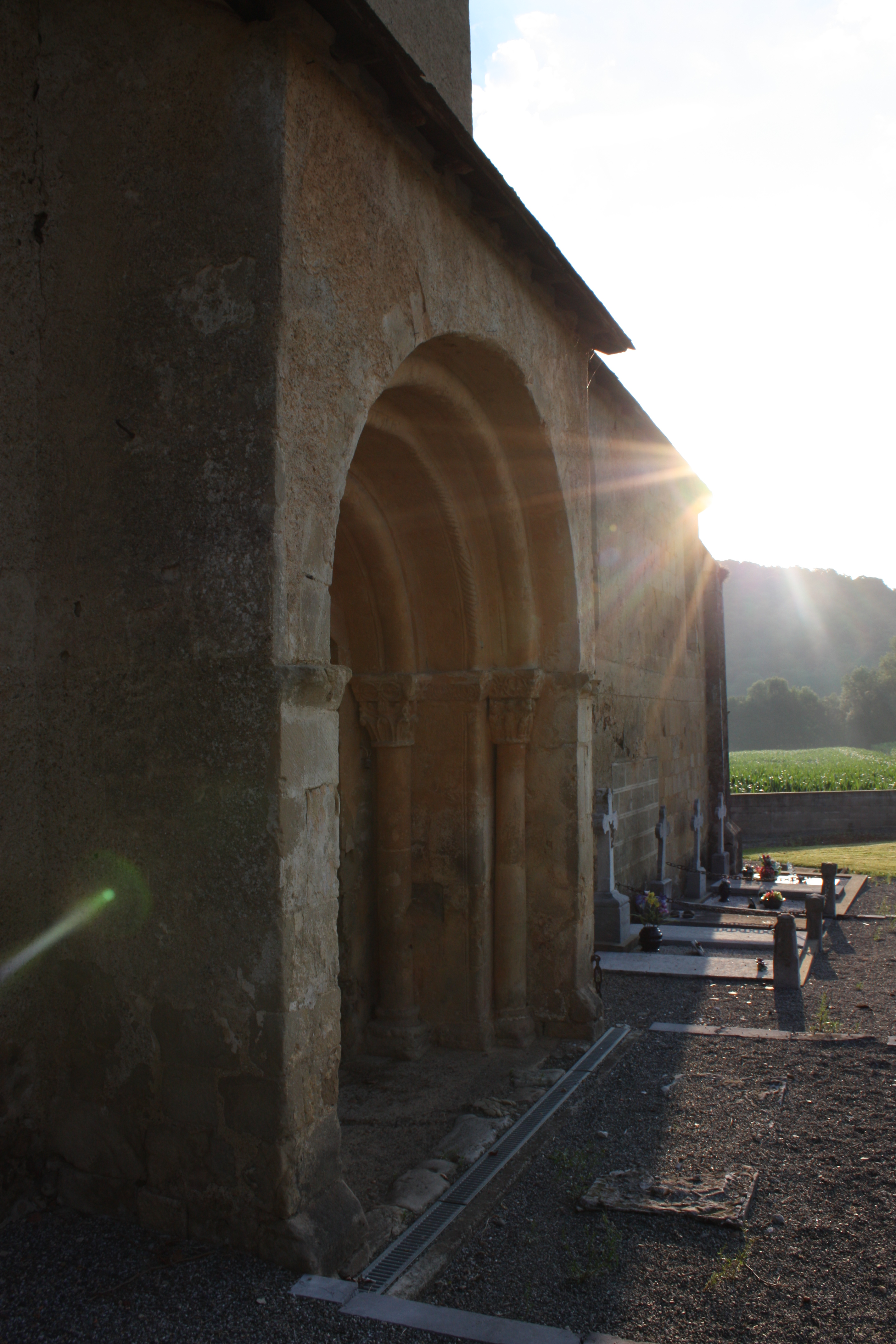
Eingangsportal der Pfarrkirche Saint-Pierre in Lannecaube

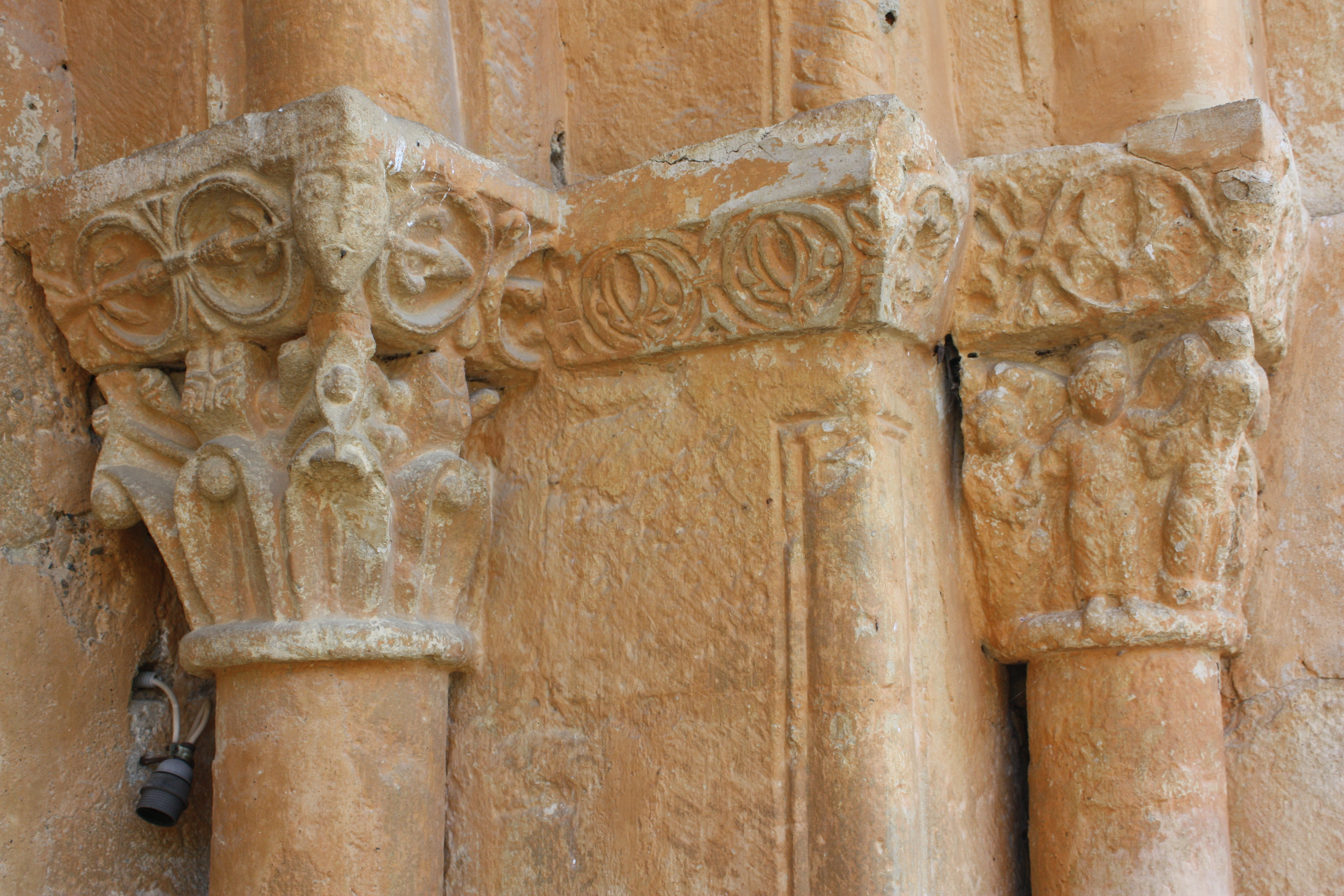
Säulen im Eingangsportal der Pfarrkirche

- Pfarrkirche, gewidmet dem Apostel Simon Petrus. Die Besonderheit der Kirche ist die Bewahrung ihrer einfachen Architektur, denn es gibt nicht viele Kirchen im Béarn, die in den Hugenottenkriegen im 16. Jahrhundert in Brand gesteckt oder gar vollständig zerstört wurden. Sie wurde gegen Ende des 11. Jahrhunderts unterhalb der Motte errichtet. Das gut erhaltene romanische Eingangsportal und die Apsis wurden vermutlich am Ende des 12. Jahrhunderts geschaffen. Die Kirche besitzt ein einschiffiges Langhaus mit einem beeindruckenden Glockenturm aus dem 13. oder 14. Jahrhundert. Im Jahre 1785 wurde die Kirche, insbesondere der Glockenturm umfangreich restauriert.[10][11] Das schlicht gehaltene Portal weist vier Archivolten auf Säulen korinthischer Ordnung auf. Auf dem Tympanon sind dreizehn Krummstäbe als Flachrelief eingraviert, die ein Kreuz und eine Palmette einrahmen, welche Ähnlichkeit mit dem Wanderstab der Pilger auf dem Jakobsweg nach Santiago de Compostela hat.[12] Einige Ausstattungsgegenstände der Kirche stammen aus dem 17. bis 20. Jahrhundert und sind als nationale Kulturgüter registriert.[11]
- Haus Loumagne in Meillac. Die Gemeinde Lannecaube besitzt mehrere alte Häuser und Bauernhäuser. Das Haus Loumagne wurde zwischen 1660 und 1675 an der Stelle des früheren Laienklosters gebaut.[11]

## Wirtschaft und Infrastruktur
Die Wirtschaft der Gemeinde wird traditionell in erster Linie durch die Landwirtschaft bestimmt.

### Bildung
Die Gemeinde verfügt über eine öffentliche Grundschule.

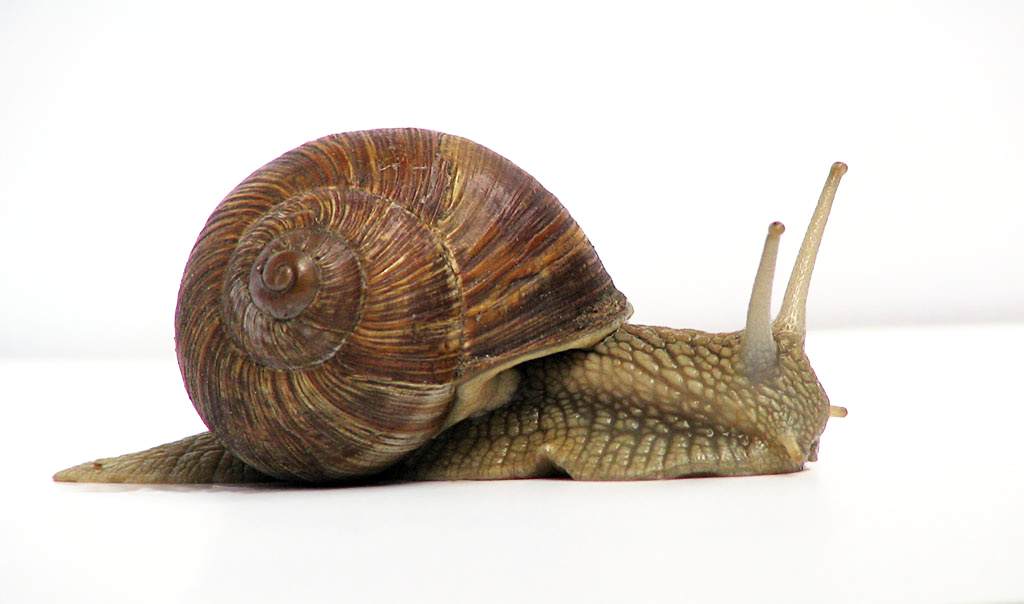
Weinbergschnecke

### Sport und Freizeit
Die Ferme aux escargots in Lannecaube bietet Liebhaber von Weinbergschnecken die Gelegenheit, sich die Aufzucht der Tiere erklären zu lassen und lebende, zubereitete, in Gläsern konservierte oder tiefgefrorene Schnecken mitzunehmen.

### Verkehr
Lannecaube wird durchquert von den Routes départementales 211, 228 und 628.